# The Sealed Room
The Sealed Room é um filme mudo de curta metragem estadunidense, do gênero dramático, lançado em 1909, escrito por D.W. Griffith. O elenco do filme inclui Arthur V. Johnson, Marion Leonard, Henry B. Walthall, Mary Pickford, e Mack Sennett.

## Elenco
- Arthur V. Johnson
- Marion Leonard
- Henry B. Walthall

outros
- Linda Arvidson
- William J. Butler
- Vernon Clarges
- Owen Moore
- George Nichols
- Anthony O'Sullivan
- Mary Pickford
- Gertrude Robinson
- Mack Sennett
- George Siegmann